# Tutusius umlambo
Tutusius umlambo — викопний вид базальних чотириногих хордових, що існував у кінці девонського періоду.

## Історія відкриття
Скам'янілі рештки виду знайдені у селі Ватерлоо Фарм поблизу міста Греямстаун на півдні ПАР. Відомий з решток ключиці. Поруч знайдено рештки меншої амфібії, яку описано як Umzantsia amazana. На основі решток у 2018 році палеонтологи Роберт Гесс з  університету Родса, ПАР і Пер Ерік Альберг з Уппсальского університету описали нові вид та рід. Родова назва Tutusius дана на честь архієпископа Десмонда Туту. Видова назва T. umlambo з мови коса перекладається як «річковий».

## Палеоекологія
Тварина сягала близько одного метра завдовжки. Регіон, де знайдені рештки, у девонському періоді знаходився за полярним колом. У цей час клімат був м'якшим ніж сучасний. Вид мешкав у річках серед лісів, але у даному регіоні тваринам доводилося переживати полярну ніч, що тривала декілька місяців.